# Valle Soprana
Valle Soprana is een plaats (frazione) in de Italiaanse gemeente Teramo.